# Cephalodasys caudatus
Cephalodasys caudatus är en djurart som tillhör fylumet bukhårsdjur, och som beskrevs av Chandrasekara Rao 1981. Cephalodasys caudatus ingår i släktet Cephalodasys och familjen Lepidodasyidae.
Artens utbredningsområde är Indiska oceanen. Inga underarter finns listade i Catalogue of Life.